# Ольхайзер, Йозеф
Йозеф Ольхайзер (нем. Joseph T. Ohlheiser; 1863, Нью-Йорк — 15 августа 1914, Оберн (Нью-Йорк)) — американский скрипач немецкого происхождения.
Учился у Генри Шрадика, а затем у Симона Якобсона, в скрипичной школе которого в Чикаго долгое время работал ассистентом. В 1902 г. сменил Якобсона во главе кафедры скрипки Чикагского музыкального колледжа. Среди учеников Ольхайзера, в частности, Вальтер Шульце-Приска. В 1896—1898 гг. играл в Чикагском симфоническом оркестре. Выступал также в составе струнного квартета «Германия» (Нью-Йорк).